# اطلاعات حضور
در شبکه‌های رایانه‌ای و مخابراتی به نشاندهنده وضعیت که توانایی یا تمایل به برقراری ارتباط را از سوی شریک ارتباطی (communication partner) می‌رساند اطلاعات حضور گفته می‌شود. کارخواه کاربران از طریق ارتباط شبکه با یک سرویس حضور قادر است اطلاعات حضور (وضعیت حضور) را به دست می‌آورد که در دسترس بودن شخصی وی (که Presentity نامیده می‌شود) را ضبط می‌کند و ممکن است این اطلاعات به منظور دسترسی برای برقراری ارتباط به سایر کاربران (که watchers نامیده می‌شوند) داده شود.